# 現代百貨店
株式会社現代百貨店（ヒョンデひゃっかてん、ヒョンデペックァジョム）は、大韓民国の百貨店の一つ。現代百貨店グループの中核会社であり、韓国の百貨店業界2位。経営は、株式会社現代百貨店が行い、本社は大韓民国ソウル特別市江南区大峙洞にある。

## 概要
ソウル・京畿道地方を中心に店舗展開している。ロッテ百貨店・新世界百貨店とともに韓国の3大デパートの一つで、韓国国内でのブランド認知度は高い。

## 沿革
- 1977年8月 - 現代ショッピングセンター開店。
- 1999年4月 - 現代グループから経営分離。
- 2000年4月 - 商号を「株式会社現代百貨店」に変更。
- 2000年5月 - コエックスモールを設立。
- 2002年11月 - 株式会社現代百貨店を設立。証券取引所に上場。
- 2020年4月20日 - 本社を狎鴎亭洞から大峙洞へ移転。

## 店舗
- ソウル特別市
  - 狎鴎亭本店（江南区狎鴎亭路165）
現在の本店。1985年に開店。
  - 貿易センター店（江南区テヘラン路517）
ソウルの貿易センタービルに隣接した店舗。地下で大型ショッピングモール（コエックスモール）と連絡している。
  - 千戸店（江東区千戸大路1005）
  - 新村店（西大門区新村路83） 
当時のグレイス百貨店新村店を買収して、1988年に開店。
  - 弥阿店（城北区東小門路315）
  - 木洞店（陽川区木洞東路257）
  - D-CUBE CITY（九老区京仁路662）
2015年5月18日開店。D-CUBE CITY百貨店を20年間賃借して開店。
  - ザ・現代ソウル（永登浦区汝矣大路108）
2021年2月26日開店。Parc.1の低層階に位置する。

- 京畿道
  - 中洞店（富川市遠美区吉州路180） 
2003年に開店。
  - キンテックス店（高陽市一山西区湖水路817）
2010年8月開店。キンテックスモール内に出店する。
  - 板橋店（城南市盆唐区板橋駅路146）
2015年8月21日開店。

- 忠清北道
  - 忠清店（清州市興徳区大農路43）
2012年8月24日開店。

- 蔚山広域市
  - 蔚山店（南区三山路261）
  - 蔚山東区店（東区防御陣循環道路899）
1977年に開店した1号店。開店当時の名称は「現代ショッピングセンター」。旧本店。店舗前はHD現代重工業の工場が広がる。

- 釜山広域市
  - 釜山店（東区凡一路125）
1995年8月開店。リニューアルのため2024年7月7日で閉店。
2024年9月6日、CONNECT HYUNDAIとしてリニューアルオープン。

- 大邱広域市
  - 大邱店（中区達句伐大路2077）
2011年8月19日開店。

### かつてあった店舗
盤浦店
1988年12月「バンポレジャータウン」として開店。2005年1月に閉店。
富平店
1991年2月開店。中洞店の開店に伴い2003年に閉店。
蔚山城南店
1984年12月「ジュリウォン百貨店」として開店。1998年8月に現代百貨店城南店に名称を変更し、その後閉店。
光州店
1998年6月「光州松原百貨店」と委託経営を締結して開店。委託経営満了後、現代側が再契約しないことに同意し2013年6月1日閉店。